# Gottlieb Stolle

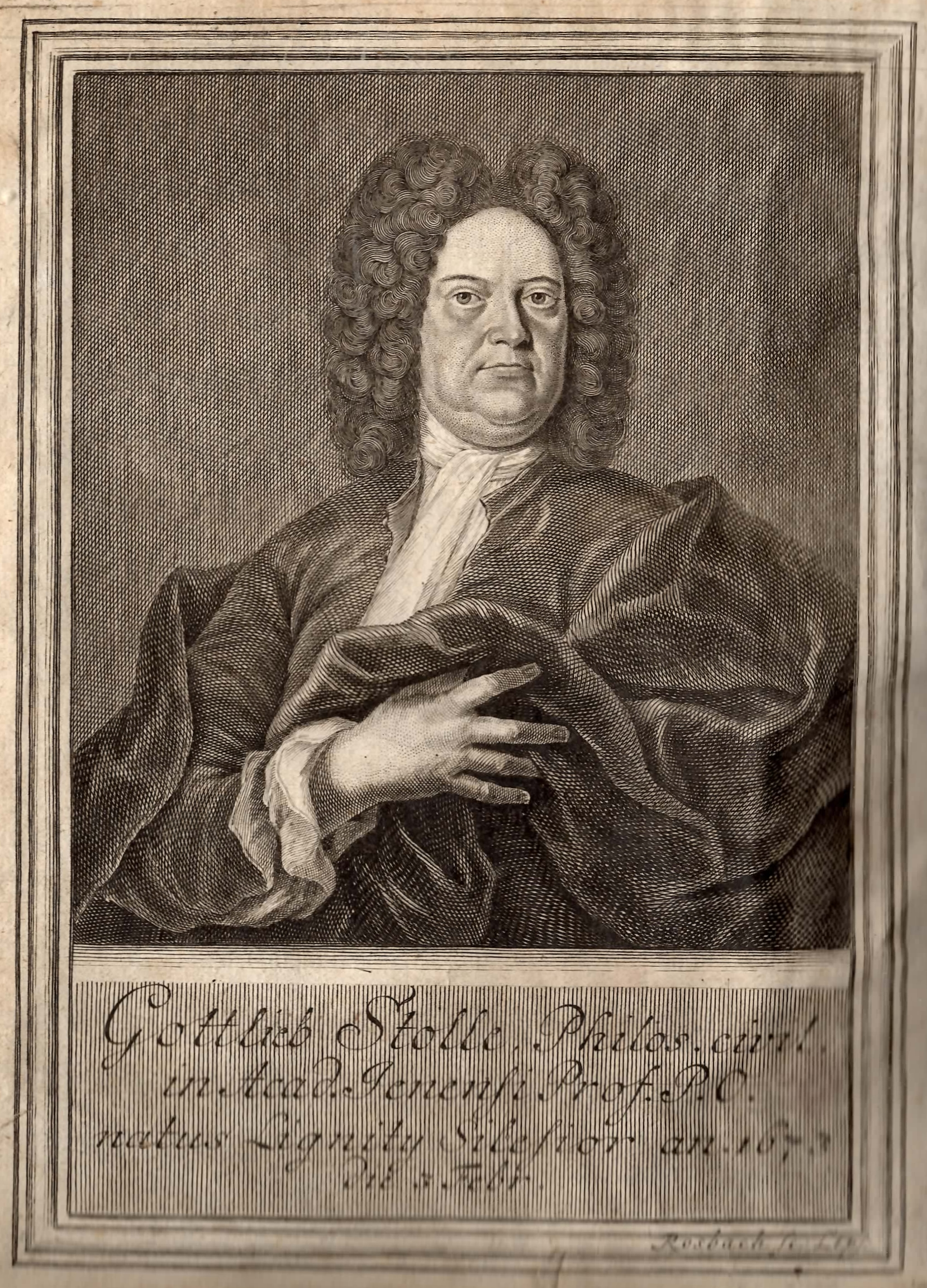
Gottlieb Stolle

Gottlieb Stolle auch: Leander von Schlesien (* 3. Februar 1673 in Liegnitz; † 4. März 1744 in Jena) war ein deutscher Universalgelehrter.

## Leben
Stolle war ein Sohn des Ratsherrn Johann Stolle und dessen Frau Anna Maria Dompig. Er war das zwölfte von dreizehn Kindern. Nach dem Besuch der Schule in Liegnitz frequentierte er 1691 das Elisabethgymnasium in Breslau, welches unter der Leitung des Rektors Martin Hanke stand. Noch im selben Jahr wechselte er an das Maria-Magdalenen-Gymnasium, wo Christian Gryphius nachhaltigen Einfluss auf den Jugendlichen ausübte. Im Februar 1693 verließ er die Bildungseinrichtung, um sich nach einem kurzen heimischen Aufenthalt zu Ostern 1693 an die Universität Leipzig zu begeben. Sein Vater wünschte, dass er ein theologisches Studium absolvieren sollte, jedoch entschied er sich ein Studium der Rechtswissenschaften in Angriff zu nehmen. Nachdem er Vorlesungen bei Gottlieb Gerhard Titius und Adam Rechenberg frequentiert hatte, verlor er die Lust an der Rechtswissenschaften und widmete sich der Dichtung und Literatur. Dabei kam er unter anderem mit den Schriften von Christian Thomasius in Kontakt und setzte müßig sein Jurastudium fort. Nach ein paar Jahren verließ er 1695 Leipzig, um eine Hauslehrerstelle in Schweidnitz anzunehmen.
1696 gelangte er wieder in seine Geburtsstadt, wo er sich der juristischen Praxis widmete. Jedoch währte auch diese Lebensphase nicht lange, so wurde er Hauslehrer des Sohns eines Ratsherrn in Breslau, welchen er drei Jahre lang unterrichtete und nebenbei seine eigenen Studien voran trieb. Ein kontroverstheologischer Dichterstreit bewog ihn, 1700 Breslau zu verlassen. Nach einem kurzen Aufenthalt in Liegnitz zog er über Leipzig reisend an die Universität Halle. In Halle lernte er Thomasius persönlich kennen, zudem machte er die Bekanntschaft des Juristen Samuel Stryk, des Historikers Christoph Cellarius und des Theologen Johann Franz Buddeus. 1703 wurde ihm der Vorschlag unterbreitet, einen jungen Adligen auf seiner Informationsreise zu begleiten. Am 24. April 1703 trat er mit Johann Ferdinand von Hallmenfeld (* um 1680) und dessen Vetter Georg Theophil Hallmann diese Bildungsreise an. Sie führte über Magdeburg, Helmstedt, Braunschweig, Wolfenbüttel, Hannover, Hamburg, Bremen, Emden, Groningen, Franeker, Amsterdam, Leiden, Den Haag, Rotterdam, Utrecht, Wesel, Duisburg, Düsseldorf, Frankfurt am Main, Gießen, Marburg, Kassel, Gotha, Erfurt, Weimar, Jena, Leipzig, Berlin und Frankfurt an der Oder, bis sie Ostern 1704 nach Halle zurückkehrten.
Als Buddeus 1705 eine Professur der Theologie an der Universität Jena erhielt, folgte Stolle diesem am 26. Mai 1705. In Jena beteiligte er sich am Vorlesebetrieb der Hochschule und beabsichtigte sich den akademischen Grad eines Magisters zu erwerben. Da er kein Landeskind war, waren ihm die Promotionskosten zu hoch. So begab er sich 1707 wieder nach Halle, wo er die Bekanntschaft des Philosophen Christian Wolff machte und Unterkunft im Haus von Johann Peter von Ludewig fand. Nachdem er etwas seine finanziellen Möglichkeiten erweitert hatte, kehrte er nach Jena zurück. Hier hielt er noch einige Zeit Privatvorlesungen, bis er 1709 die Promotionskosten zusammengebracht hatte, und erwarb in Jena im selben Jahr den akademischen Grad eines Magisters der Philosophie. 1710 erwarb er als Magister legens das Recht, Vorlesungen abhalten zu können. Nachdem er verschiedene Abhandlungen verfasst hatte und verschiedene Erfolge als Unterrichtender vorweisen konnte, ernannte man ihn am 3. Februar 1714 zum Adjunkten an der philosophischen Fakultät der Salana. Am 21. März 1714 folgte er einem Ruf als Rektor des Gymnasiums in Hildburghausen, welches er am 5. April des Jahres, bei der Einweihung desselben, mit einer Rede antrat.
Nach einiger Zeit des Wirkens an dieser Bildungseinrichtung erhielt er am 13. November 1717 die Berufung als Professor der Politik an die Jenaer Hochschule, welchem Ansinnen er am 20. November desselben Jahres nachkam und das Amt mit der Rede „Versuch einer Geistlichen Moral“ antrat. Ab 1720 beteiligte er sich in Jena an der Neuordnung der Universitätsbibliothek und verfasste angesehene Werke. Als sich 1729 die Liebhaber der deutschen Sprache in Jena mit der Teutschen Gesellschaft in Leipzig vereinigten, wurde er 1730 Vorsitzender der deutschen Gesellschaft. 1738 wurde er Inspektor der Jenaer Universitätsbibliothek, deren Oberbibliothekar und 1742 zudem Professor der Moralphilosophie in Jena. Zudem beteiligte sich Stolle auch an den organisatorischen Aufgaben der Salana. So war er einige Male Dekan der philosophischen Fakultät und in den Sommersemestern 1730 sowie 1740 Rektor der Alma Mater. An den Folgen eines Katarrhs leidend, verstarb er schließlich.
Stolle wird zu den Frühaufklärern seiner Zeit gezählt. Mit seinen Nachschlagewerken zur Geschichte der Rechtswissenschaft, Medizin, Theologie und Philosophie inspirierte er nachfolgende Generationen. Sicher besitzen diese heute kaum noch Nutzwert. Jedoch ist er als Dichter seiner Zeit in Erinnerung geblieben.

## Familie
Stolle war zwei Mal verheiratet.
Seine erste Ehe schloss er 1708 mit Emilia Dorothea Jacob († 1709), welche im Folgejahr nach einer Totgeburt verstarb.
Seine zweite Ehe ging er 1710 mit Dorothea Elisabeth Stösiger ein. Aus der Ehe stammen elf Kinder, wobei drei Kinder vor ihrem Vater verstarben. Von den Kindern kennt man: 
- Charlotta Christina Stolle verh. Müller
- Johann Ephraim Stolle (* 1713 in Jena; † 10. November 1749 ebenda) immatr. 20. Juli 1720 Uni. Jena, Notar und Hofgerichtsprokurator in Jena
- Michael Gottlieb Stolle (* 1716 in Hildburghausen; † 15. August 1779 in Jena) verh. 6. August 1760 mit Charlotta Maria Roux (* 29. Oktober 1722 in Jena; † 8. Dezember 1792 ebenda)
- Johanna Elisabeth Henrietta Stolle
- Wilhelmina Friederika Stolle
- Johann Wilhelm Stolle (* Jena; † ?) 27. Januar 1739 Uni. Jena h.c
- Maria Johanna Stolle
- Friedrich Heinrich Stolle (* Jena; † ?) 26. Januar 1740 Uni. Jena h. c.

## Werke (Auswahl)
- Historie Der Heydnischen Morale. Jena 1714 (reader.digitale-sammlungen.de).
- Programma de politices post reformationem ecclesiae a B. Luthero susceptam instauratione et incrementis. Jena 1717 (reader.digitale-sammlungen.de).
- Anleitung Zur Historie der Gelahrheit, denen zum besten so den Fryen Fürsten und der Philosophie obliegen. 3. Teile, 1. Auflage Halle (Saale) 1718 (reader.digitale-sammlungen.de).
- Introductio in historiam litterariam. Jena 1728 (mit Karl Heinrich Lange (1703–1753), reader.digitale-sammlungen.de).
- Aufrichtige Nachricht von den Leben, Schrifften und Lehren der Kirchen-Väter der ersten vier hundert Jahre nach der Geburth unsers Heylandes, den Studirenden zum Besten aufgesetzt. Jena 1733 (reader.digitale-sammlungen.de).
- Anleitung Zur Historie Der Medicinischen Gelahrheit. Jena 1731 (reader.digitale-sammlungen.de).
- Neue Zusätze zur Verbesserung der Historie der Gelahrheit : so denen zu Nutz, welche die Freyen Künste und Philosophie studiren. 3. Auflage, Jena 1727 (reader.digitale-sammlungen.de).
- Gantz neue Zusätze und Ausbesserungen Der Historie Der Philosophischen Gelahrheit. Jena 1736 (reader.digitale-sammlungen.de).
- Kurtze Nachricht von den Büchern und deren Urhebern in der Stollischen Bibliothec. 18 Bände, Jena 1734 bis 1743 (digitale-sammlungen.de).
- Anmerckungen über D. Heumanns Conspectum Reipublicae Literariae : allen Liebhabern der Historie der Gelahrtheit zu Liebe an den Tag gegeben ; nebst einem vollständigen Register. Jena 1738 (reader.digitale-sammlungen.de).
- Anleitung zur Historie der theologischen Gelahrheit. Jena 1739 (reader.digitale-sammlungen.de).
- Memoriam saecularem inventae ante hos trecentos annos artis typographicae publica celebratione a. d. 17. Cal. Sext. ... a. 1740 consecrabit academia Jen. Jena 1740 (reader.digitale-sammlungen.de).
- Anmerckungen Uber Gottfried Arnolds Kurtz-gefaßte Kirchenhistorie des Alten und Neuen Testaments. Jena 1744 (reader.digitale-sammlungen.de).
- Anleitung zur Historie der juristischen Gelahrheit, nebst einer ausführlichen Nachricht, von des seel. Verfassers Leben und Schrifften. Jena 1745 (Online, herausgegeben von Christian Gottlieb Buder mit Vita)
- Joachim Georg Darjes (Hrsg.): Kurtzgefaßte Lehre der Allgemeinen Klugheit. Jena 1748 (reader.digitale-sammlungen.de).

Begleitete Disputationen
- Quaestio hist. philos. An Homerus fuerit philosophus moralis. Jena 1712 (Resp. Laurentius Hagemann, reader.digitale-sammlungen.de).
- Epicurum Creationis Et Providentiae Divinae Adsertorem. Jena 1713 (Resp. Johann Heinrich Kromayer (1689–1734), reader.digitale-sammlungen.de).
- Diss. hist. philos. de vita, moribus ac placitis Antisthenis Cynici. Jena 1724 (Resp. Gottlob Ludwig Richter (1704–1791), reader.digitale-sammlungen.de).
- Disp. philos. de decoro politico, quod contra Cynicos. Jena 1725 (Resp. Johann Adam Storr, reader.digitale-sammlungen.de).
- Dissertatio moralis de vita eremitica. Jena 1729 (Resp. Erdmann Bruhns, reader.digitale-sammlungen.de).
- Disp. ex Antiquitate Ecclesiastica de origine exorcismi in baptismo. Jena 1735 (Resp. Mag. Johann Andreas Hoecker (Lippe/Westphalen), reader.digitale-sammlungen.de).
- Simulque de Philosopho vere practico succinctam commentationem. Jena 1740 (Resp. Nicolaus Friedrich Engel, reader.digitale-sammlungen.de).